# Pozo de Maza
Pozo de Maza (conocida también como Doctor Luis de Gásperi) es una localidad argentina del departamento Bermejo, en la provincia de Formosa.
Se accede por la ruta provincial 39 desde la ciudad de Ingeniero Juárez.

## Población
Cuenta con 736 habitantes (Indec, 2010), lo que representa un incremento del 44,3 % frente a los 510 habitantes (Indec, 2001) del censo anterior.
| Gráfica de evolución demográfica de Pozo de Maza entre 1991 y 2010 |
|                                                                    |
| Fuente: Censos nacionales del INDEC                                |